# ハルリソン・ベンスホップ
ハルリソン・ヒリホリオ・ベンスホップ（チャーリソン・-、Charlison Girigorio Benschop、1990年5月29日 - ）は、キュラソー・ウィレムスタット出身のプロサッカー選手。デ・フラーフスハップ所属。ポジションは、フォワード。

## 経歴

### クラブ
RKCヴァールヴァイクでプロキャリアをスタート。2010年3月、AZアルクマールに移籍。
2012年夏、フランスのスタッド・ブレスト29に移籍。
1年後、ドイツのフォルトゥナ・デュッセルドルフに移籍。デュッセルドルフには2シーズン在籍し、公式戦60試合出場で25ゴールを決めている。
2015年、ハノーファー96に3年契約で移籍。
2018年5月11日、FCインゴルシュタット04に移籍。
2019年7月、FCフローニンゲンに移籍。
2020年1月、アポロン・リマソールに移籍。
2021年、SVザントハウゼンに移籍。
2022年1月31日、フォルトゥナ・シッタートに移籍。
2022年8月1日、デ・フラーフスハップに移籍

### 代表
年代別オランダ代表歴がある。
2017 CONCACAFゴールドカップにキュラソー代表のメンバーとして招集された。2017年10月10日のカタール代表戦で代表初出場。